# 1987年世界短道速滑锦标赛
1987年世界短道速滑錦標賽于1987年4月3日-1987年4月5日在加拿大蒙特利尔舉行。世界短道速滑锦标赛由国际滑冰联盟主办，该组织还举办速度滑冰和花样滑冰世界杯和锦标赛。

## 奖牌榜
*   主办国家/地区（加拿大）
| 排名                     | 国家 / 地区              | 金牌 | 銀牌 | 銅牌 | 总计 |
| ------------------------ | ------------------------ | ---- | ---- | ---- | ---- |
| 1                        | 加拿大（CAN）*           | 7    | 3    | 2    | 12   |
| 2                        | 日本（JPN）              | 5    | 4    | 4    | 13   |
| 3                        | 荷蘭（NED）              | 1    | 2    | 3    | 6    |
| 4                        | 義大利（ITA）            | 0    | 2    | 2    | 4    |
| 5                        | 美国（USA）              | 0    | 0    | 1    | 1    |
| 总计（共5个国家 / 地区） | 总计（共5个国家 / 地区） | 13   | 11   | 12   | 36   |

## 比赛结果

### 男子
| 项目       | 金牌                                                                                    | 金牌    | 银牌                                                                                      | 银牌    | 铜牌                                                                | 铜牌    |
| 全能       | 米歇尔·戴尼奥 · 加拿大                                                                  | 7分     | —                                                                                         | —       | 查尔斯·费尔德霍文 · 荷蘭                                            | 6分     |
| 全能       | 河合季信 · 日本                                                                         | 7分     | —                                                                                         | —       | 查尔斯·费尔德霍文 · 荷蘭                                            | 6分     |
| 500米      | 罗伯特·杜布列乌尔 · 加拿大                                                              | 46.02   | 路易斯·格雷尼尔 · 加拿大                                                                  | 47.49   | 米歇尔·戴尼奥 · 加拿大                                              | 52.80   |
| 1000米     | 河合季信 · 日本                                                                         | 1:39.11 | 奥拉齐奥·法戈内 · 義大利                                                                  | 1:39.13 | 赤坂雄一 · 日本                                                     | 1:39.90 |
| 1500米     | 盖伊·戴格诺 · 加拿大                                                                    | 2:27.72 | 查尔斯·费尔德霍文 · 荷蘭                                                                  | 2:27.92 | 河合季信 · 日本                                                     | 2:28.06 |
| 超级3000米 | 米歇尔·戴尼奥 · 加拿大                                                                  | 5:11.99 | 石原辰义 · 日本                                                                           | 5:12.74 | 查尔斯·费尔德霍文 · 荷蘭                                            | 5:13.22 |
| 5000米接力 | 荷蘭 · 查尔斯·费尔德霍文 · 皮特·范·德·维尔德 · 雅科·莫斯 · 杰罗恩·奥特 · Edwin Chaudron | 7:42.27 | 義大利 · 奥拉齐奥·法戈内 · 罗伯托·佩雷蒂 · 恩里科·佩雷蒂 · Luca Bolognesi · 胡戈·赫恩霍夫 | —       | 美国 · 安德鲁·加贝尔 · 戴夫·贝斯特曼 · 帕特·穆尔 · Brian Arseneau · | —       |

### 女子
| 项目       | 金牌                                                                                | 金牌       | 银牌                                                   | 银牌    | 铜牌 | 铜牌    |
| 全能       | 狮子井英子 · 日本                                                                   | 11分       | 纳塔莉·朗贝尔 · 加拿大                                 | 8分     | 木下真理子 · 日本                                                                                       | 7分     |
| 500米      | 伊登·多纳泰利 · 加拿大                                                              | 50.15      | 曼努埃拉·奥森德里维尔 · 荷蘭                           | 50.64   | 克里斯蒂娜·肖拉 · 義大利                                                                                | 1:00.85 |
| 1000米     | 木下真理子 · 日本                                                                   | 1:47.40    | 狮子井英子 · 日本                                      | 1:47.53 | 玛丽斯·佩罗 · 加拿大                                                                                    | 1:47.58 |
| 1500米     | 狮子井英子 · 日本                                                                   | 2:36.92 WR | 纳塔莉·朗贝尔 · 加拿大                                 | 2:37.08 | 曼努埃拉·奥森德里维尔 · 荷蘭                                                                            | 2:37.88 |
| 超级3000米 | 纳塔莉·朗贝尔 · 加拿大                                                              | 5:31.65 WR | 狮子井英子 · 日本                                      | 5:32.38 | 木下真理子 · 日本                                                                                       | 5:32.39 |
| 3000米接力 | 加拿大 · 纳塔莉·朗贝尔 · 玛丽斯·佩罗 · 伊登·多纳泰利 · Cathy Morin · Lisa Sablatash | 4:50.54    | 日本 · 狮子井英子 · 木下真理子 · 竹内洋美 · 山田乃玞子 | 4:50.58 | 義大利 · 克里斯蒂娜·肖拉 · 玛丽亚·罗莎·坎迪多 · 芭芭拉·穆西奥 · 加布里埃拉·蒙特杜罗 · 埃丽莎贝塔·皮齐奥 | 5:02.29 |